# Riga Central Market

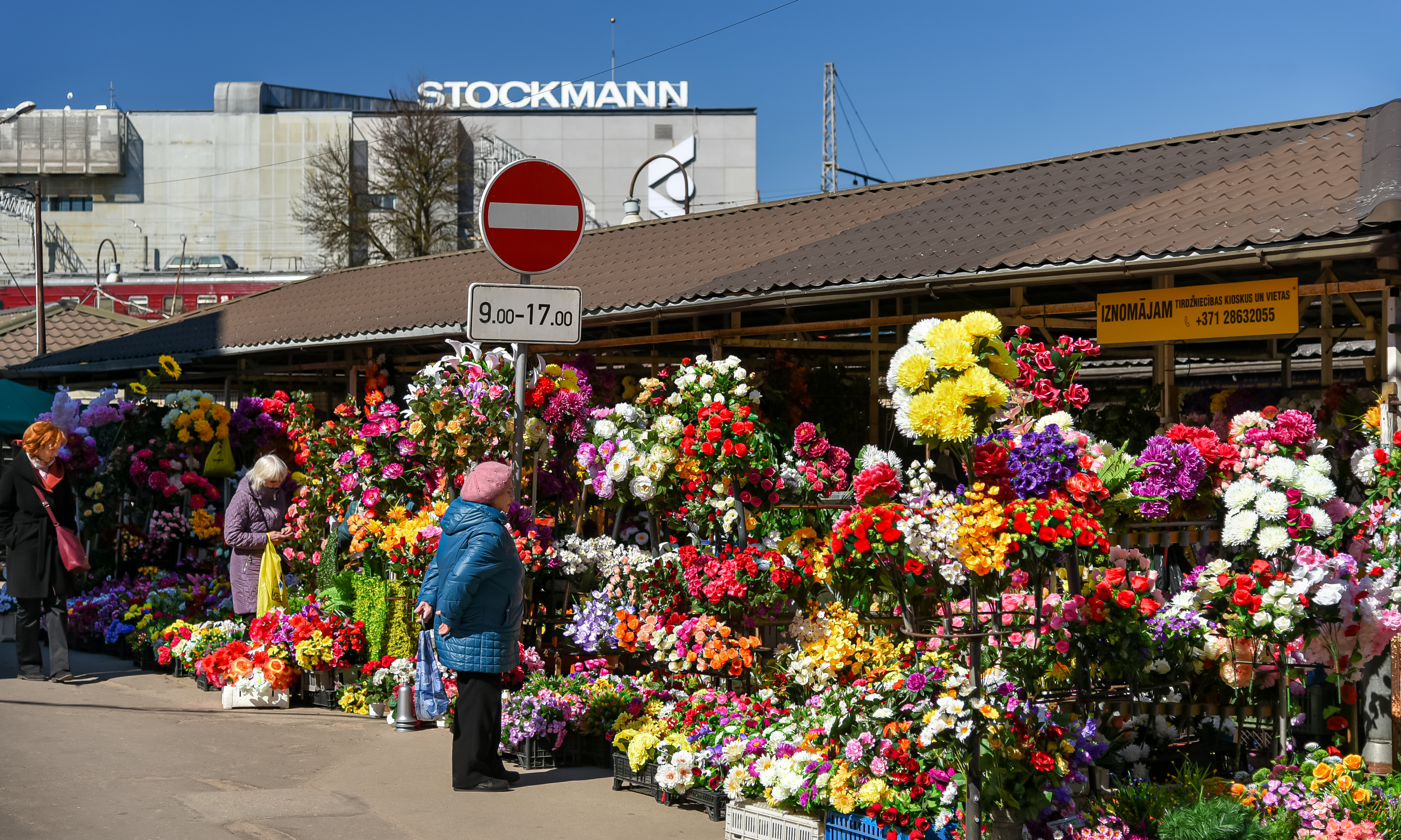
Riga Central Market

Riga Central Market (letão: Rigas Centrāltirgus) é o maior mercado e bazar da Europa, em Riga, Letônia.  É uma das estruturas mais notáveis do século XX na Letônia e tem sido incluído na lista da UNESCO como Patrimônio Mundial, juntamente com a Riga Antiga em 1998. Foi planejado em 1922 e construído de 1924 a 1930. As principais estruturas do mercado são cinco pavilhões construídos pela reutilização dos velhos hangares para Zeppelin  incorporando o Neoclassicismo e estilos art deco. O mercado tem 72.300 metros quadrados (778.000 pés quadrados) de largura com mais de 3.000 estandes comerciais.
A empresa de capital aberto Rigas Centrāltirgus é a atual proprietária junto ao município de Riga e o Presidente do Conselho de Administração desde 2010 é Abramovs Anatolijs.